# أليسا ميلانو
أليسا جين ميلانو  (بالإنجليزية: Alyssa Milano) (ولد في 19 ديسمبر 1972) هي ممثلة أميركية ومغنية سابقة. دخلت مجال التمثيل بعد ظهورها في برنامج برودواي Annie. قدمت عدة أدوار على شاشة التلفزيون مثل دور سامانثا ميشيلى في المسرحية الهزلية من الزعيم؟ ‏  وكذلك دور فيبي هاليويل في سلسلة المسحورات. كما لديها خط لإنتاج الملابس النسائية، Touch.

## بداياتها وتاريخها الفنى
ولدت أليسا في مدينة نيويورك، وهي ابنة لوالدين إيطاليين أمريكيين؛ لين مصممة أزياء ومديرة أعمال فنانين، وتوماس إم. ميلانو محرر لموسيقى الأفلام ومن هواة ركوب القوارب. ولدت أليسا في بروكلين، ونشأت في جزيرة ستاتين وتتبع الكنيسة الرومانية الكاثوليكية  هي الشقيقة الكبرى لكوري (ولد في 1982)، وهو أيضاً ممثل. بدأت حياتها الفنية عندما كان عمرها ثماني سنوات عندما حصلت على دور في اختبار الجولة الوطنية Annie. ظهرت في إعلانات تلفزيونية وأعمال أخرى خارج برودواي. وفي الحادية عشرة من عمرها، حصلت على أول دور كبير في البرنامج التلفزيوني من الزعيم؟ ‏ ، جنباً إلى جنب مع توني دانزا، جوديث لايت، داني بينتورو، وكاثرين هيلموند. كما قدمت دور سامانثا ميشيلى، ابنة شخصية دانزا، توني ميشيلى. عندما حصلت أليسا على هذا الدور، انتقلت عائلتها من جزيرة ستاتن إلى هوليوود.
أنتجت فيديو عن المراهقين في عام 1988 بعنوان Teen Steam. في عام 1985، لعبت أليسا في فيلم Commando  دور جيني ماتريكس ابنة جون ماتريكس (آرنولد شوارزنيغر). وبعد سنوات قليلة من عرض هذا الفيلم في اليابان تحمس منتج لعرض صفقة على أليسا لإنتاج خمس ألبومات لها.

## حياتها الفنية
في بداية حياتها الفنية، عرفت أليسا بدورها في Who's the Boss?|Who's the Boss? ' (1984-1992).. حاولت أن ترسم لنفسها صورة «فتاة لطيفة» حيث ظهرت في عدة أفلام موجهة للكبار، مثل Casualties of Love: The Long Island Lolita Story (1993 و (Embrace of the Vampire (1994) و، '(Deadly Sins  (1995 و (Poison Ivy II: Lily (1996، حيث قامت بالبطولة أمام جوناثون سيتش واكسندر بيركلي.
قدمت دور جنيفر مانشيني في Melrose Place عام (1997-1998)، وميغ وينستون في Spin City، أما أبرز أدوارها فكان دور فيبي هاليويل في المسلسل الشهير الذي استمر ثماني سنوات Charmed. أنتجت أليسا وصديقها المقرب هولي ماري كومز مسلسل Charmed في موسمه الخامس.
كما لعبت دور إيفا سيفيلوت في إعلانات MCI التجارية COLLECT-800-1.في عام 2007، صورت أليسا حلقات تجريبية لتلفزيون أي بي سي بعنوان Reinventing the Wheelers. لكن لم يتم إنتاج هذا المسلسل في موسم 2007-2008، وبدلا منه ظهرت أليسا في عشر حلقات من اسمي إيرل. جمعها هذا العمل مع جايمي بريسلي الضيف الذي تألق في الموسم الخامس من Charmed ، في "A Witch's Tail".
أما أعمالها المسرحية، فشاركت في مسرحية Tender Offer، وهي مسرحية من فصل واحد كتبها ويندي اسرشتاين، ومسرحية All Night Long  للكاتب المسرحي الأمريكي جون أوكيف،  وكذلك أول عرض مسرحى موسيقى أمريكي لرواية جين أير. عادت إلى المسرح في عام 1991، في العمل الذي قامت ببطولته وكذلك إنتاجه للوس انجلوس للإنتاج الفراشات حرة.ظهرت أليسا في فيديو جوسي Blink-182 وفي عام 2007، بدأت أليسا في الظهور على شاشة التلفزيون مرة أخرى في الإعلانات التجارية مثل Veet وSheerCover.
شاركت أليسا في حلقة TBS الخاصة بتغطية TBSHot Corner لعام 2007 في تصفيات دوري البيسبول. كانت مراسلة في فينواي بارك خلال المسابقات بين بوسطن ريد سوكس ولوس انجلوس انجلز قي انهايم. كما كانت مراسلة أيضا في تشيس فيلد ‏ خلال مسابقات الدورى الوطني بين ديموندبكس أريزونا وكولورادو روكيز.
قامت أليسا بدور البطولة عام 2008 في فيلم Pathology جنبا إلى جنب مع ميلو فينتميليا وشاركت بعد ذلك في الحلقات التلفزيونية، Single with Parents، والتي تم سحبها قبل الإنتاج.
في 20 مارس 2009، قيل أن أليسا ستشارك بصوتها في Ghostbusters: The Video Game 
في 24 مارس 2009، صدر لها كتاب عن البيسبول، Safe At Home: Confessions of a Baseball Fanatic . تعاقدت أليسا على بطولة وإنتاج My Girlfriend's Boyfriend، كوميديا رومانسية تلعب فيها دور امرأة متورطة في علاقة.
لعبت دور سافانا "سافي" ديفيس من مسلسل عشيقات (الموسم 1 - 2) ، كانت محامية هي زوجة هاري السابقة والأخت الكبرى لجوس.

## حياتها الشخصية
تعانى أليسا من عسر القراءة (الديسليكسيا).  في مقابلة في عام 2004، أوضحت أليسا كيف أنها تتعامل مع هذه المشكلة:
قالت «أتعثر عند القراءة من الملقن عن بعد لذلك قدم لى جون غيلغود الذي عملت معه قي The Canterville Ghost ‏ The Canterville Ghost منذ سنوات، وقدم نصيحة عظيمة. عندما سألته كيف يحفظ المونولوجات، فقال: 'أكتبهم'. وأنا أتبع هذه الطريقة حتى الاّن. وذلك لايجعلنى أحفظ الكلمات فقط، بل يجعلنى أشعر بهم أيضا.»

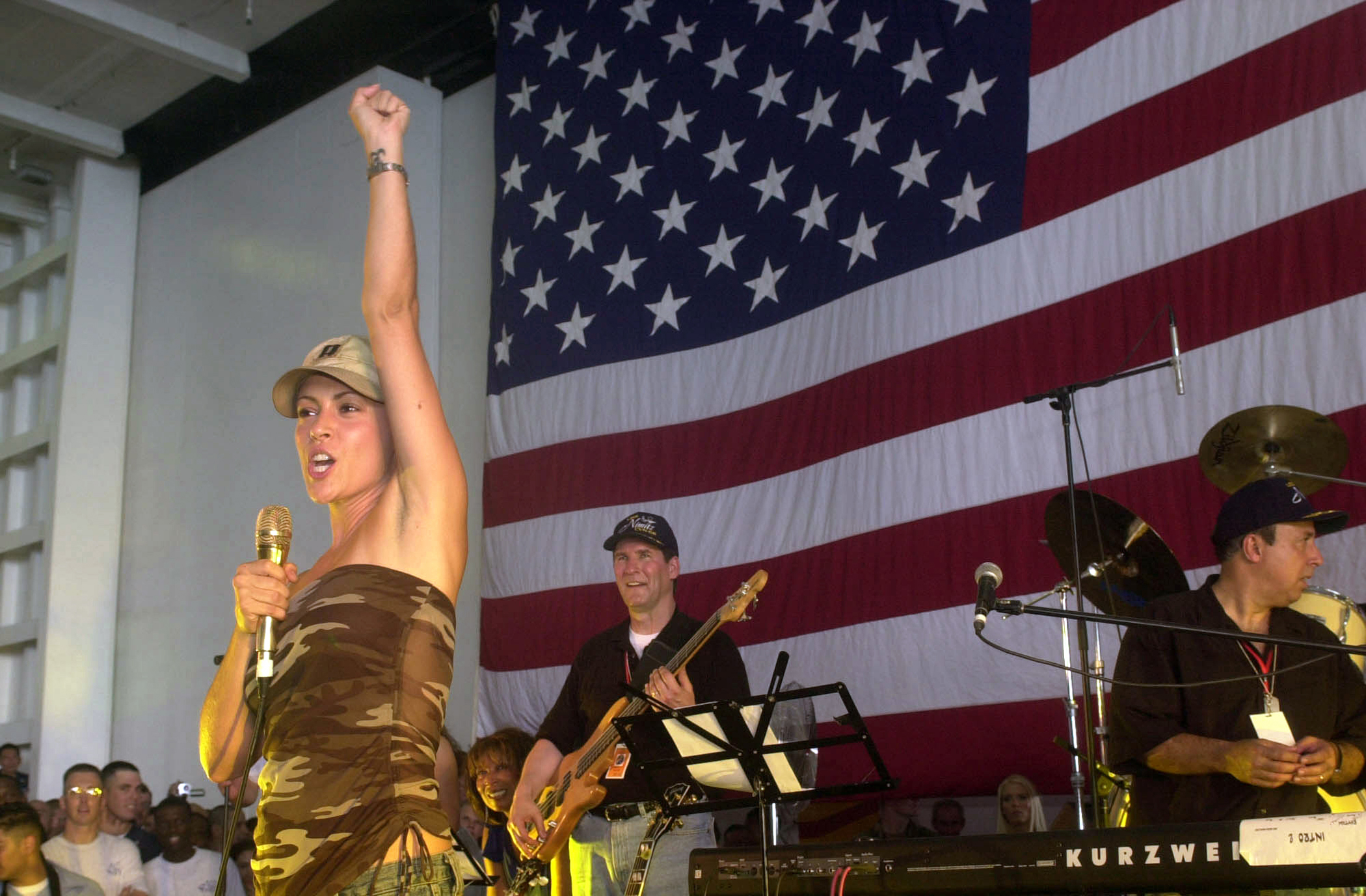
أليسا ميلانو قي MLB.com All-Star Party قاعة روزلاند في مدينة نيويورك 7-13-2008

أليسا من مشجعى لوس انجلوس دودجرز وتكتب بانتظام في مدونة البيسبول بالموقع الإلكترونى لدوري البيسبول. في عام 2007، أطلقت أليسا خط الإنتاج «تاتش» لإنتاج ملابس مشجعات فريق البيسبول، وتقوم بالبيع من خلال المدونة والموقع الإلكترونى لدوري البيسبول. وأصبح هذا الإنتاج متاحا في عام 2009 من خلال متجر يقع في سيتي فيلد، بنيويورك ميتس. كما أنها مهتمة بلوس انجلوس كينجز، فريق الهوكي الوطني وخصصت لهم خط إنتاج ملابس. في عام 2008، امتد نشاطها لاتحاد كرة القدم الأميركي، بوصفها من مشجعى فريق نيويورك جيانتس. نظرا لأن أليسا من نفس مسقط رأس ريتش ايسن (ستاتن ايلاند)، كشفت عن صلة بعض من أفراد عائلتها بفريق نيويورك جيانتس. 
ترسم أليسا الوشم على ثمانية أماكن من جسدها، على كل معصم والكاحل والكتف والرقبة والفخذ وأسفل الظهر. أليسا نباتية وتظهر في حملات عديدة لبيتا للترويج للنظرية النباتية. بعيدا عن التمثيل، أليسا لها هوايات متعددة مثل التصوير الفوتوغرافي، والعمل الإنساني، وقضاء الوقت مع كلابها الثلاثة وخيولها الثمانية. عبرت أليسا عن حبها للحيوانات، وفي مقابلة معها عام 2009 تحدثت عن أحد كلابها من فصيلة جيرمن شيبرد الذي يدعى بينتو، الذي توفي وعمره 14 عاما، وكان يعمل مع كلاب شرطة لوس انجلوس وأخذته أليسا منذ 10 سنوات.
في عام 2005، حصلت على الترتيب الخامس في " 50 Cutest Child Stars — All Grown Up".
كانت أليسا مخطوبة لسكوت وولف في عام 1993. في عام 1999 تزوجت من المغني وكاتب الأغاني سينجون تيت، ثم انفصلت عنه في نفس العام. واعدت جوستين تيمبرليك لفترة وجيزة خلال عام 2002. كما واعدت عددا من الرياضيين المحترفين مثل: براد بيني، كارل بافانو، باري زيتو، راسل مارتن. وهي متزوجة الاّن من أحد أعضاء رابطة الفنانين المبدعين ديفيد بوجليرى؛ كانا قد أعلنا خطبتهما 18 ديسمبر 2008، بعدما تواعدا لمدة سنة. ثم تزوجا في 15 آب 2009 في ولاية نيو جيرسي، في منزل عائلة بوجليرى.

## أعمالها الخيرية
عينت أليسا السفير المؤسس للشبكة العالمية لأمراض المناطق المدارية المهملة والتي تبرعت لها بمبلغ 250,000 دولار. هذه الشبكة العالمية عبارة عن تحالف من أجل الدعوة وتعبئة الموارد للتصدى للأمراض المدارية المهملة. ستعمل أليسا على رفع مستوى الوعي عن طريق تثقيف وسائل الإعلام وعامة الجمهور بالمحنة التي يواجهها مليار شخص يعيشون في المناطق المدارية المهملة، لمكافحة هذه الازمة الصحية العالمية.
أليسا هي سفيرة النوايا الحسنة لليونيسيف في الولايات المتحدة. سافرت إلى الهند وأنغولا للعمل مع مسئولى اليونيسيف هناك. في خريف عام 2004، شاركت في حملة اليونيسف "Trick or Treat" باعتبارها الناطق الرسمي. جمعت حوالي 50,000 دولارا لنساء جنوب أفريقيا والأطفال الذين يعانون من مرض الإيدز عن طريق بيع صورها الخاصة وصور العمل بالمدرسة. دعما لبيتا، ظهرت في إعلانات لها للدعوة للنباتية في ثوب مصنوع بالكامل من الخضروات.

## أعمالها

### الأفلام
| السنة | السينمائي                                           | دور                         | ملاحظات |
| ----- | --------------------------------------------------- | --------------------------- | --- |
| 1984  | Old Enough                                          | ديان                        | |
| 1985  | كوماندو                                             | جيني ماتريكس                | رشحت -- جائزة شباب الفنانين (Young Artist Award)—أداء متميز لممثلة شابة في بطولة فيلم روائي طويل—كوميديى أو درامى |
| 1986  | The Canterville Ghost The Canterville Ghost         | جنيفر كانترفيل              | فيلم تلفزيوني |
| 1988  | Crash Course                                        | فانيسا كراوفورد             | فيلم تلفزيوني ويعرف أيضا باسم Driving Academy                                                                     |
| 1988  | Dance 'til Dawn                                     | شلي شيريدان                 | رشحت -- جائزة شباب الفنانين (Young Artist Award)—أفضل ممثلة شابة في فيلم خاص، تجريبي، أو مسلسل قصير               |
| 1989  | منطقة السرعة! ‏                                      | لورلين                      | ويعرف أيضا باسم Cannonball Fever                                                                                  |
| 1990  | The American Film Institute Presents: TV or Not TV? | لورا                        | فيلم تلفزيوني |
| 1992  | Little Sister                                       | ديانا                       | |
| 1992  | لأين يأخذك اليوم                                    | كيمي                        | |
| 1993  | وWebbers The Webbers                                | Fan                         | فيلم تلفزيوني |
| 1993  | Conflict of Interest                                | ايف                         | |
| 1993  | Casualties of Love: The Long Island Lolita Story ‏   | ايمي فيشر                   | فيلم تلفزيوني |
| 1993  | Candles in the Dark                                 | سيلفيا فليستي               | فيلم تلفزيوني |
| 1994  | Confessions of a Sorority Girl                      | ريتا سامرز                  | فيلم تلفزيوني |
| 1994  | Double Dragon                                       | ماريان ديلاريو/ رئيس الفيلق | |
| 1995  | Deadly Sins                                         | كريستينا                    | |
| 1995  | Embrace of the Vampire                              | شارلوت ويلز                 | |
| 1995  | The Surrogate                                       | ايمي ينسلو                  | فيلم تلفزيوني |
| 1996  | Jimmy Zip                                           | فرانشيسكا                   | فيلم قصير |
| 1996  | Poison Ivy II: Lily ‏                                | ليلى ليونتى                 | |
| 1996  | Fear                                                | مارجو ماس                   | |
| 1996  | Glory Daze                                          | تشلسي                       | |
| 1996  | To Brave Alaska                                     | دينيس هاريس                 | فيلم تلفزيوني |
| 1996  | Public Enemies                                      | أماريليس                    | |
| 1997  | Below Utopia                                        | سوزان                       | |
| 1997  | Hugo Pool                                           | هوغو دوجى                   | |
| 1998  | Goldrush: A Real Life Alaskan Adventure ‏            | فرانسيس ايلا ' فيزى' فيتز   | فيلم تلفزيوني |
| 2001  | Lady and the Tramp II: Scamp's Adventure            | إنجيل                       | رشحت—لجائزة آني—أفضل أداء صوتى فردى لمؤدية في عمل رسوم متحركة                                                     |
| 2001  | Diamond Hunters                                     | تريسي فان دير بأي           | فيلم تلفزيوني |
| 2002  | Buying the Cow                                      | آمي                         | |
| 2002  | Kiss the Bride                                      | ايمي كاين                   | |
| 2003  | Dickie Roberts: Former Child Star                   | سيندي                       | |
| 2005  | دينتوبيا                                            | 26                          | صوت |
| 2007  | The Blue Hour                                       | أليجرا                      | |
| 2008  | Wisegal                                             | باتي مونتانيرى              | فيلم تلفزيوني |
| 2008  | Pathology                                           | جوين ويليامسون              | |
| 2010  | My Girlfriend's Boyfriend                           | جيسي يونغ                   | مرحلة ما قبل الإنتاج سيتم أيضا إنتاج                                                                              |

### المسلسلات التلفزيونية
| السنة   | العنوان                  | دور            | الفصول | ملاحظات |
| ------- | ------------------------ | -------------- | ------ | --- |
| 1984-92 | من الزعيم؟ ‏              | سامانثا ميشيلى | 1-8    | جائزة الفنان الشاب—يونغ أفضل ممثلة شابة مساعدة في مسلسل تلفزيوني (1986) أداء متميز لممثلة شابة في بطولة مسلسل تلفزيونى كوميدي أو درامى (1986) أفضل نجمة تلفزيون شابة (1988) جائزة نيكيلوديون لاختيار الأطفال—أفضل ممثلة تلفزيونية (1988، 1989) جائزة بليمب—الممثلة التلفزيونية المفضلة (1990) |
| 1997-98 | Melrose Place            | جنيفر مانشيني  | 6 و 7  | تركته بعد 7 حلقات فقط في الموسم 7 من أجل بطولة المسحورات. |
| 1998-06 | المسحورات                | فيبي هاليويل   | 1-8    | أصبحت هي وهولي ماري كومز المنتجون في بداية الموسم 5. رشحت—لجائزة بليمب—أفضل ممثلة تلفزيونية (2005) رشحت—لجوائز اختيار المراهقين—التلفزيون—اختيار الممثلة (2006) |
| 2007    | Reinventing the Wheelers | آني            |        | حلقات تجريبية تلفزيونية |
| 2008    | Single with Parents      | لو             |        | حلقات تجريبية تلفزيونية |
| 2009    | Romantically Challenged  | ريبيكا توماس   |        | ما قبل الإنتاج |

### ظهورها في التلفزيون
| السنة     | العنوان                                     | دور          | عنوان الحلقة                          | ملاحظات                        |
| --------- | ------------------------------------------- | ------------ | ------------------------------------- | ------------------------------ |
| 1990      | Série rose                                  |              | "Softly from Paris"                   | الموسم 4، الحلقة 1             |
| 1995      | The Outer Limits                            | هانا فاليسيك | "Caught in the Act" ‏                  | موسم 1، الحلقة 16              |
| 1997-2001 | Spin City                                   | ميج ونستون   | وقال "They Shoot Horses, Don't They?" | موسم 2، الحلقة 11              |
| 1997-2001 | Spin City                                   | ميج ونستون   | "Rain on My Charades"                 | الموسم 5، الحلقة 17            |
| 1998      | جزيرة الفنتازيا                             | جينا ويليامز | "Superfriends"                        | موسم 1، الحلقة 2               |
| 2004      | The Adventures of Jimmy Neutron: Boy Genius | أبريل جورلوك | "Win, Lose and Kaboom"                | صوت، الموسم 2                  |
| 2001      | فاميلي غاي                                  | نفسها        | "Mr. Griffin Goes to Washington"      | الموسم 3، الحلقة 3             |
| 2007-2008 | اسمي إيرل                                   | بيلي كننغهام | --                                    | متكرر في الموسم 3، حلقات 6-22. |

## الأعمال الغنائية

### الألبومات
| سنة  | المعلومات                                                                                | المراكز لتى حصدها |
| سنة  | المعلومات                                                                                | أوريكون           |
| ---- | ---------------------------------------------------------------------------------------- | ----------------- |
| 1989 | Look in My Heart - أول ألبوم - صدر: 25 مارس 1989 - صدر في: فينيل، كاسيت، سي دي           | 68                |
| 1989 | Alyssa - الألبوم الثاني - صدر: 25 أكتوبر 1989 - صدر في: فينيل، كاسيت، سي دي              | 15                |
| 1991 | Locked Inside a Dream - الألبوم الثالث - صدر: 21 مايو 1991 - صدر في: فينيل، كاسيت، سي دي | 19                |
| 1992 | Do You See Me? - الألبوم الرابع - صدر: 18 سبتمبر 1992 - صدر في: فينيل، كاسيت، سي دي      | 47                |

### المصنفات
| سنة  | المعلومات | المراكز التي حصدها |
| سنة  | المعلومات | أوريكون            |
| ---- | --- | ------------------ |
| 1990 | The Best in the World: Non-Stop Special Remix/Alyssa's Singles ‏ - ريمكس / ألبوم - صدر: 21 فبراير 1990 - صدر في: كاسيت، سي دي | 9                  |
| 1995 | The Very Best of Alyssa Milano - Hits Album - صدر: 1995 (الترويج فقط) - صدر في: سى دى                                        | --                 |

### الأغنيات
| 1989 | "What a Feeling"                   | Look in My Heart      | -- | -- | -- |
| 1989 | "Look In My Heart"                 | Look in My Heart      | -- | -- | -- |
| 1989 | "Straight to the Top".             | Look in My Heart      | -- | -- | -- |
| 1989 | "I Had a Dream"                    | Alyssa                | -- | -- | -- |
| 1989 | "Happiness"                        | Alyssa                | -- | -- | -- |
| 1990 | "The Best in the World"            | The Best in the World | -- | -- | -- |
| 1990 | ""I Love When We're Together"1 (1) | أغنية فقط             | -- | -- | -- |
| 1991 | "New Sensation"                    | Locked Inside a Dream | -- | -- | -- |
| 1991 | "Voices That Care" (1)             | أغنية فقط             | 11 | 6  | -- |
| 1992 | "Do You See Me?"                   | Do You See Me?        | -- | -- | -- |
| 1993 | "No Secret" 2                      | Locked Inside a Dream | -- | -- | -- |

## الهوامش
- 1 أغنية مستقلة لم تصدر ضمن ألبوم
- 2 صدرت فقط في فرنسا

### تسجيلات أخرى
- "Teen Steam"—موضوع الأغنية من Alyssa Milano's Teen Steam Workout Video (1988).

## وصلات خارجية
- www.alyssa.com—الموقع الرسمي
- twitter.com/Alyssa_Milano — Verified account
- أليسا ميلانو على موقع IMDb (الإنجليزية)
- أليسا ميلانو على موقع ميتاكريتيك (الإنجليزية)
- أليسا ميلانو على موقع روتن توميتوز (الإنجليزية)
- أليسا ميلانو على موقع قاعدة بيانات الأفلام العربية
- أليسا ميلانو على موقع ألو سيني (الفرنسية)
- أليسا ميلانو على موقع ميوزك برينز (الإنجليزية)
- أليسا ميلانو على موقع تيرنر كلاسيك موفيز (الإنجليزية)
- أليسا ميلانو على موقع أول موفي (الإنجليزية)
- أليسا ميلانو على موقع قاعدة بيانات الأفلام السويدية (السويدية)
- أليسا ميلانو على موقع إن إن دي بي (الإنجليزية)
- Alyssa Milano على موقع تي في.كوم